# 계 (천간)
계(癸)은 천간의 열째이다. 오행에서는 수(水)에 속하며, 음양에서는 음(陰)에 해당한다.

## 계를 포함한 간지
- 계유
- 계미
- 계사
- 계묘
- 계축
- 계해

## 같이 보기
- 천간